# Hippotis panamensis
Hippotis panamensis är en måreväxtart som först beskrevs av John Duncan Dwyer, och fick sitt nu gällande namn av Charlotte M. Taylor. Hippotis panamensis ingår i släktet Hippotis och familjen måreväxter. Inga underarter finns listade i Catalogue of Life.